# Банк Отоман (Пловдив)
Банк Отоман в Пловдив е банков клон на цариградската Отоманска банка. Открит е през есента на 1878 г. Съдебната му регистрация е извършена през 1887 г. и е закрит в 1899 г.
В периода 1878 – 1890 г. директор на банката е французинът Кроазие. Това е единственото кредитно учреждение на територията на Източна Румелия. Канторите ѝ се помещават на втория етаж на Куршум хан в града.